# Prvenstvo Ljubljanskog nogometnog podsaveza 1935./36.
Prvenstvo Ljubljanskog podsaveza za sezonu 1935./36. bilo je sedamnaesto nogometno natjecanje u organizaciji Ljubljanskog nogometnog podsaveza.
Ponovno je promijenjen sustav natjecanja. LJNP je podijeljen u dvije skupine: ljubljansku i mariborsku. Dva prvoplasirana kluba tih skupina natječu se u završnici koje se igra po dvostrukom bod-sustavu, a prvak postaje prvak LJNP-a.

## Novosti
Sezona 1935./36. bila je u mnogočemu prekretnica za ljubljanski i slovenski nogomet. Globalna gospodarska kriza teško je pogodila i lokalne klubove, a gotovo svi imaju značajne financijske probleme. Ilirija, koja je rijetko igrala velike i posjećene utakmice protiv jakih jugoslavenskih klubova, imala je sve manje novca za svoj nogometnu sekciju, a bavila se i pitanjem terena kojemu je u ljeto otkazan najam bežigradskog stadiona, na kojem je Ilirija samo godinu dana ranije izgradila svoj novi dom. Zeleno-bijeli su u jesenskim prvenstvenim okršajima s Građanskim, HAŠK-om i Primorjem svoje domaće utakmice ugostili na stadionu Hermesa, no to ih nije spriječilo da ostvare izvrsne rezultate. Nakon lošeg starta prvo su pobijedili Građanski, pogocima Franca Juga i Sandija Laha, a potom i Primorje, protiv kojeg su zabili mladi talentirani napadač Josip Grintal te hokejaški vratar i krilo Ice Rihar. Ilirija, koja se uz spomenute igrače oslanjala uglavnom na izvrstan napad kojeg je predvodio Boris Župančič – "Pikič", u odlučujućem susretu prošlog kola golovima Laha i Grintala svladala je HAŠK te se nakon dugo godina ponovno plasirala u nacionalnu ligu. No, tada je na scenu ponovno stupio Jugoslavenski nogometni savez koji je nakon prosinačke skupštine jednostavno poništio ligaško prvenstvo, što je bio veliki udarac za zeleno-bijele koji su u uspjeh uložili sve snage. Ilirija se tako ponovno našla u neprijateljskom podsavezu, u kojem su se sukobi između nje i Primorja još više zaoštrili. Natjecanje se i ovog puta odvijalo po skupinama, a u Ljubljani su uz dva rivala nastupili još Hermes, Celje i Korotan. U derbiju prvog kola koji se igrao sredinom veljače nakon dobrih sat vremena igre sudac je isključio Luceja Žitnika zbog prekršaja nad Pepčkom Bertoncljem i dosudio drugi kazneni udarac za Primorje, što je konačno razljutilo igrače Ilirije. Isključeni igrač odbio je napustiti teren, a suparniku nije dopušteno realizirati kazneni udarac pa je utakmica nakon duge svađe prekinuta u 65. minuti i nastavljena u trećem poluvremenu, odnosno tučnjavi ispred svlačionica. LJNP je bio neumoljiv i suspendirao je cijelu momčad Ilirije koja je više-manje natjecateljski izbacila skupinu. Primorje je tada bez većih poteškoća eliminiralo drugoplasirani Hermes i osvojilo naslov, a Ilirija se neko vrijeme mučila s rezervama, a potom odustala od natjecanja. 

Upravni odbor Ilirije na sjednici 7. travnja raspustio je nogometnu sekciju i potvrdio istupanje iz JNS-a, dok je Primorje po završetku natjecanja poslalo podsavezu dopis da promijeni ime u SK Ljubljana. Time je završeno takozvano spajanje, odnosno dugogodišnja želja sportskih i političkih djelatnika na čelu s gradonačelnikom Jurom Adlešičem za jednim jakim klubom koji bi prevladao stare sukobe i stao uz bok momčadima iz Zagreba i Beograda. Među razlozima spajanja bilo je i uvođenje profesionalizma, što je de facto usvojio JNS na spomenutoj skupštini, a za što slovenski klubovi nisu bili ni izdaleka spremni. SK Ljubljana, koji je u početku bio u neutralnim bijelo-crveno-plavim bojama, tjedan dana nakon formiranja sudjelovao je u završnom natjecanju za prvaka podsaveza, na temelju kvalifikacija Primorja, u kojem su još igrali Hermes i prva dva iz skupine Maribor: Železničar i ČŠK iz Čakovca. Nova momčad, koju vodi trener Primorja Nedjeljko Buljević i u kojoj je mjesto našlo tek nekoliko Ilirijana, lako se nosila s konkurencijom, a jedini poraz doživjela je za zelenim stolom, jer je izgubila utakmicu u Čakovcu. Tamo je Hermes primio sedam pogodaka u posljednjoj rundi, ali inače je prošao prilično loše, završivši natjecanje na posljednjem mjestu. 

U međuvremenu, bez većih komplikacija proteklo je i drugorazredno natjecanje u kojem je briljirao Slovan koji je daleko iza sebe ostavio Reku, Grafiku, Jadran i ostale. Crveno-bijeli, za koje su igrali Bunc, Kobal, Grm, Dečman, Uhan, Poljšak, Thuma, Kolarič, Gerjol, Kerovec i Stojanović, presudnu prednost osigurali su tijekom jeseni, kada nisu doživjeli niti jedan poraz. Tijekom proljeća vodili su napete borbe za prvaka drugog razreda u kojima su pobijedili Amater iz Trbovlja i Bratstvo iz Jesenica, a u finalu su poraženi od Olimpa iz Celja. 

Kao što je spomenuto, u proljeće nije bilo jugoslavenske lige, a najbolji klubovi u državi natjecali su se samo u natjecanju za kup Jugoslavije, u kojem SK Ljubljana nije sudjelovala, jer se Ilirija plasirala. Nakon završetka domaće sezone na rasporedu je bilo državno prvenstvo po sustavu eliminacija u kojem je podsavezni prvak, pod vodstvom mađarskog stručnjaka Gábora Obitza, prvo eliminitao banjalučki Krajišnik, a potom je u polufinalu ispao od beogradskog BSK-a, koji je očekivano dobio oba susreta.

## Grupne lige

### Ljubljana
| mj. | klub               | ut. | pob. | ner. | por. | gol+ | gol- | bod |
| --- | ------------------ | --- | ---- | ---- | ---- | ---- | ---- | --- |
| 1.  | Primorje Ljubljana | 7   | 6    | 1    | 0    | 24   | 7    | 13  |
| 2.  | Hermes Ljubljana   | 7   | 5    | 1    | 1    | 26   | 8    | 11  |
| 3.  | SK Celje           | 7   | 3    | 1    | 3    | 10   | 18   | 7   |
| 4.  | Korotan Kranj      | 7   | 2    | 1    | 4    | 15   | 21   | 5   |
| 5.  | Ilirija Ljubljana  | 8   | 0    | 0    | 8    | 0    | 21   | 0   |

- Primorje i Hermes idu u završnicu prvenstva
- Nakon grupne faze Primorje i Ilirija spojili su se u SK Ljubljanu.[3]

### Maribor
| mj. | klub               | ut. | pob. | ner. | por. | gol+ | gol- | bod |
| --- | ------------------ | --- | ---- | ---- | ---- | ---- | ---- | --- |
| 1.  | Železničar Maribor | 8   | 4    | 1    | 1    | 22   | 11   | 13  |
| 2.  | ČŠK Čakovec        | 8   | 4    | 1    | 3    | 22   | 18   | 9   |
| 3.  | 1. SSK Maribor     | 8   | 4    | 1    | 3    | 28   | 24   | 9   |
| 4.  | Athletik Celje     | 8   | 3    | 0    | 5    | 15   | 30   | 6   |
| 5.  | Rapid Maribor      | 8   | 1    | 1    | 6    | 19   | 22   | 3   |

- Železničar i Čakovec idu u završnicu prvenstva

## Završnica prvenstva

### Ljestvica
| mj.     | klub               | ut. | pob. | ner. | por. | gol+ | gol- | kvoc  | bod |
| ------- | ------------------ | --- | ---- | ---- | ---- | ---- | ---- | ----- | --- |
| 1.      | SK Ljubljana       | 6   | 4    | 1    | 1    | 16   | 8    | 2,000 | 9   |
| 2.      | ČŠK Čakovec        | 6   | 3    | 0    | 3    | 17   | 12   | 1,416 | 6   |
| 3.      | Železničar Maribor | 6   | 2    | 1    | 3    | 8    | 12   | 0,615 | 5   |
| 4.      | Hermes Ljubljana   | 6   | 2    | 0    | 4    | 10   | 19   | 0,526 | 4   |
|         |                    |     |      |      |      |      |      |       |     |
| Izvori: |                    |     |      |      |      |      |      |       |     |

|  | SK Ljubljana postala je prvak podsaveza te se kvalificirala se za državno prvenstvo 1935./36. |

### Rezultati
3. 5. 1936. Ljubljana – ČŠK 4:3; Železničar – Hermes 2:0 

10. 5. 1936. Ljubljana – Hermes 4:0; ČŠK – Železničar 2:0 

17. 5. 1936. Hermes – ČŠK 5:0; Ljubljana – Železničar 3:0 (pf)

21. 5. 1936. Hermes – Železničar 4:2; ČŠK – Ljubljana, nije odigrana 

24. 5. 1936. Ljubljana – Hermes 4:1; Železničar – ČŠK 3:2 

31. 5. 1936. ČŠK – Hermes 7:0; Železničar – Ljubljana 1:1 

Uzvrat između Ljubljane i ČŠK-a nije odigran jer je ČŠK uložio žalbu na prvu utakmicu zbog igranja igrača Grintala. Žalba nikada nije riješena do kraja, pa se utakmica nije igrala te je registrirana 3:0 u korist ČŠK-a.

## 2. razred

### Štajersko-prekmurska skupina
| mj.     | klub              | ut. | pob. | ner. | por. | gol+ | gol- | Bod |  |
| ------- | ----------------- | --- | ---- | ---- | ---- | ---- | ---- | --- |  |
| 1.      | SK Ptuj           | 8   | 5    | 2    | 1    | 16   | 12   | 12  |  |
| 2.      | Lendava           | 8   | 4    | 1    | 3    | 20   | 12   | 9   |  |
| 3.      | Građanski Čakovec | 8   | 3    | 3    | 2    | 16   | 10   | 9   |  |
| 4.      | Mura M. Sobota    | 8   | 2    | 3    | 3    | 21   | 22   | 7   |  |
| 5.      | Drava Ptuj        | 8   | 0    | 3    | 5    | 11   | 28   | 3   |  |
|         |                   |     |      |      |      |      |      |     |  |
| Izvori: |                   |     |      |      |      |      |      |     |  |

## Poveznice
- Ljubljanski nogometni podsavez
- Prvenstvo Jugoslavije u nogometu 1935./36.

## Vanjske poveznice
- Zgodovina nogometa v Kraljevini SHS/Jugoslaviji in v času okupacije
- Zbornik Medobčinske nogometne zveze Ljubljana 1920–2020
- RSSSF
- exYUfudbal